# Locomotiva Bourbonnais
Le locomotive "Bourbonnais" sono state delle locomotive a vapore introdotte in Francia e poi in varie reti ferroviarie europee a partire dal 1854.
Caratterizzate dal rodiggio C e dal tender separato, furono utilizzate soprattutto per la trazione dei treni merci e viaggiatori locali.
Il tipo progettuale, pur avendo subito modifiche di dettaglio causate dalle richieste dei committenti, rimase sostanzialmente univoco fino alle ultime costruzioni, che avvennero all'inizio del Novecento.

## Le locomotive "Bourbonnais" in Francia

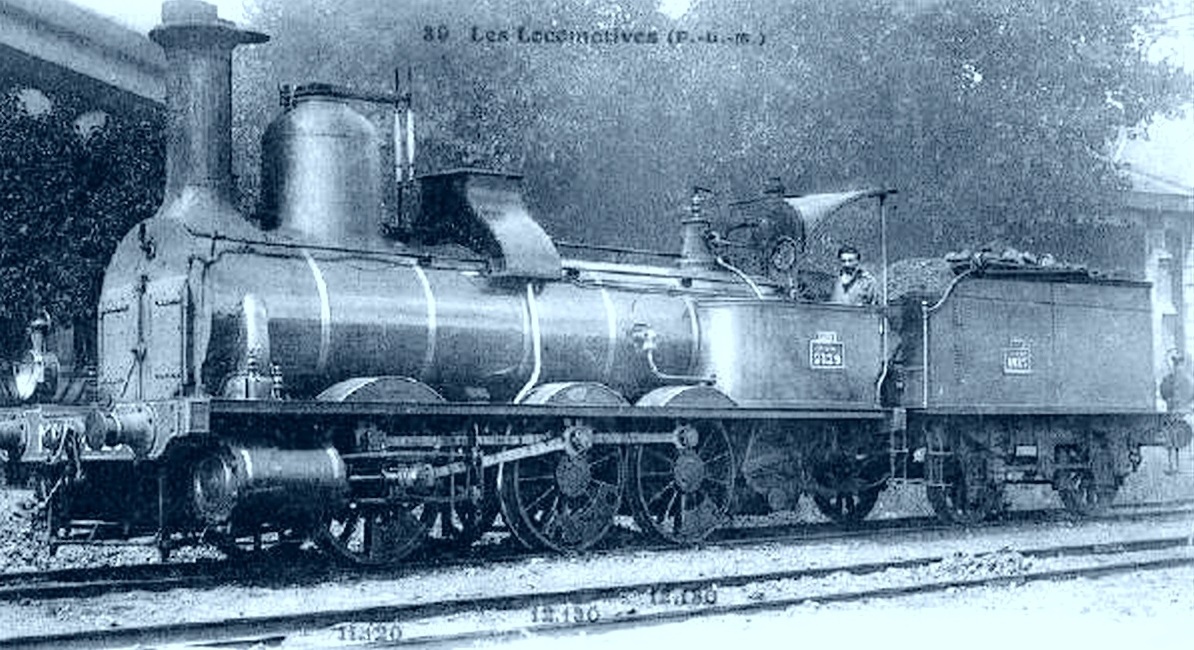
Una delle prime locomotive Bourbonnais della Paris-Lyon-Mediterrranée fotografata nel 1860 circa.

Le locomotive a vapore poi conosciute come Bourbonnais vennero progettate e costruite dapprima per conto della società ferroviaria francese De Paris à Lyon par le Bourbonnais (poi confluita nella Compagnie des chemins de fer de Paris à Lyon et à la Méditerranée) nel 1854.
L'azienda, che fino a quell'anno aveva in servizio locomotive del tipo "Mammouth" di rodiggio C, a causa del costante aumento del traffico e della conseguente necessità di macchine capaci di maggiori prestazioni commissionò a Cail e Köchlin cinquanta locomotive dello stesso rodiggio che le vennero consegnate nel 1854 e nel 1855.
Erano locomotive con tender per servizi di linea, con caldaia generante vapore saturo, con cilindri esterni posti orizzontalmente (aventi diametro di 450 mm e corsa di 650 mm) e ruote motrici del diametro di 1,30 m. La distribuzione era del tipo Stephenson.
Le loro prestazioni erano di 1 228 t a 25 km/h in piano; di 508 t su pendenze del 5 ‰; e di 306 t su pendenze del 10 ‰.
Sviluppavano una potenza di 350 CV e potevano raggiungere una velocità massima di 50 km/h.
Con 1 055 unità costruite fino al 1882 senza modifiche di rilievo del tipo progettuale, le Bourbonnais vengono considerate le più diffuse locomotive del parco francese dell'Ottocento.

## Le "Bourbonnais" in Svizzera
Le macchine costruite da Cail per la Compagnie de l'Ouest della Svizzera nel 1858 erano quasi uguali a quelle francesi, ma la superficie di griglia del focolaio fu aumentata a 1,4 m² e di conseguenza la pressione di lavoro in caldaia passò a 9 kg/cm².

## Le "Bourbonnais" in Austria e Ungheria

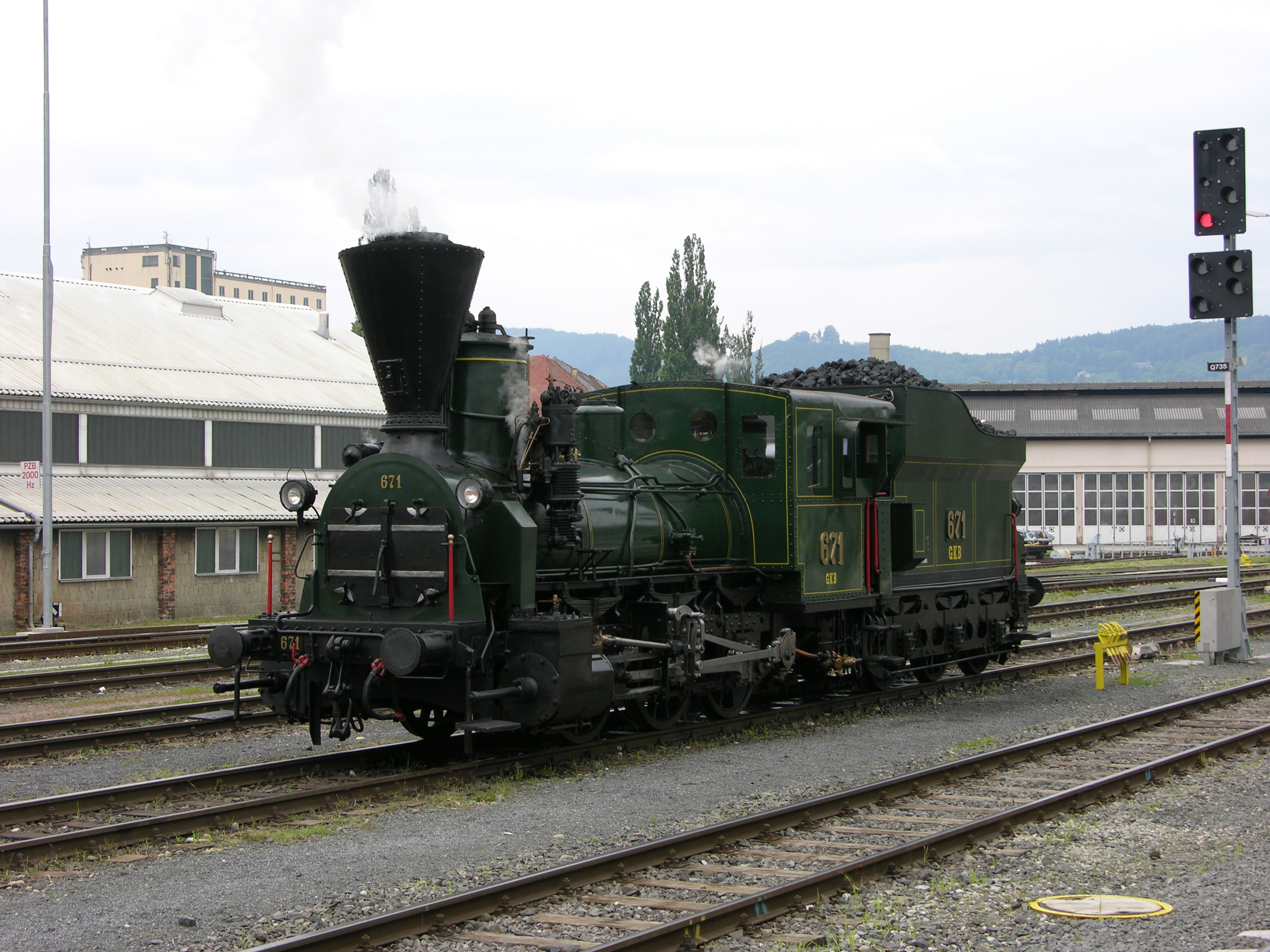
La locomotiva Bourbonnais GKB 671, ex BBÖ 49.03, ex SB 671. Stazione di Graz Köflacher, 16 aprile 2008.

Negli anni venti la BBÖ vendette diverse locomotive alla Graz-Köflach Bahn (GKB). Una di esse, numerata GKB 671, esiste ancora oggi ed è presente nel parco dei veicoli storici della Steirischen Eisenbahnfreunde. Costruita nel 1860 e precedentemente inserita nel gruppo 23 della Südbahn, è mantenuta in ordine di servizio e viene spesso utilizzata per treni rievocativi e turistici. Attualmente (2014) è la più antica locomotiva a vapore con tender separato funzionante esistente nel mondo.

## Le "Bourbonnais" in Italia
Poiché nell'esercizio delle linee dei Giovi e della Porrettana le locomotive allora in uso stavano dimostrando i loro limiti, la Società per le Ferrovie dell'Alta Italia (SFAI) decise di integrare il proprio parco con locomotive più potenti. Dato che le fabbriche italiane non erano ancora in grado di far fronte a tali commesse l'azienda risolse di rivolgersi all'industria estera. Sicché, tra il 1864 e il 1873, vennero importate 166 locomotive del tipo Bourbonnais costruite da Köchlin, Cockerill, Schneider e Parent & Schaken.
Successivamente, su progetto dell'Ufficio d'Arte della SFAI, tali macchine vennero potenziate allungando la caldaia (che così fu messa in grado di sviluppare dapprima 400 e poi 450 CV), dotandole di un tender più capiente e sostituendo il tettuccio di riparo del posto del macchinista e del fuochista con una cabina chiusa su tre lati.
Sulla base delle macchine così potenziate tra il 1877 e il 1884 la SFAI introdusse nel proprio parco altre 104 locomotive costruite da Sigl, Pietrarsa, Henschel, Ansaldo, Vulcan e Hannoversche Maschinenfabrik. Numerate SFAI 800-1180, nel 1885 vennero divise tra la Rete Mediterranea (diventando RM 3201-3900) e la Rete Adriatica (dove costituirono il gruppo RA 390). Nel 1905 79 unità ex RA e 315 unità ex RM costituirono il gruppo 215 FS, di cui nel 1922 esistevano ancora 129 unità.
Il tipo costruttivo delle Bourbonnais, avente le caratteristiche di massima dei vari gruppi SFAI, fu diffuso oltre che presso le RA e le RM anche presso altre aziende ferroviarie italiane (Strade Ferrate Meridionali, Strade Ferrate Romane e Rete Sicula) e costruito anche da industrie italiane. Le unità pervenute alle FS vi costituirono i gruppi 185, 190, 200, 206, 215, 216, 255, 260, 265, 268, 270 e 290. La locomotiva FS 290.319 è conservata nel Museo Nazionale Ferroviario di Pietrarsa ed è l'unica superstite delle macchine del tipo Bourbonnais che hanno circolato in Italia.